# Überlappungsgebiet
Der Begriff Überlappungsgebiet (engl. overlapping areas) bezeichnet die kongruente Menge eines Sendegebiets, in der zwei oder mehr Signale verschiedener Sender mit der gleichen Frequenz zusammentreffen. Überlappungsgebiete kommen unter anderem im Bereich von Gleichwellennetzen vor. Bei Amplitudenmodulierte Sprachsignalen kommt es zum Empfang mehrerer Sender, bei UKW zu starkem Rauschen und steten Wechsel zwischen zwei Stationen, je nach Empfangssituation.